# Mirkan Aydın
Mirkan Aydın (Hattingen, 8 luglio 1987) è un ex calciatore tedesco, di ruolo attaccante.